# Фрідлі
Фрідлі (англ. Fridley) — місто (англ. city) в США, в окрузі Анока штату Міннесота. Населення — 29 590 осіб (2020).

## Географія
Фрідлі розташоване за координатами 45°5′3″ пн. ш. 93°15′36″ зх. д. / 45.08417° пн. ш. 93.26000° зх. д. (45.084246, -93.260050).  За даними Бюро перепису населення США в 2010 році місто мало площу 28,20 км², з яких 26,33 км² — суходіл та 1,87 км² — водойми.

## Демографія
Згідно з переписом 2010 року, у місті мешкало 27 208 осіб у 11 110 домогосподарствах у складі 7057 родин. Густота населення становила 965 осіб/км².  Було 11760 помешкань (417/км²).
Расовий склад населення:
| - 75,2 % — білих - 11,1 % — чорних або афроамериканців - 4,9 % — азіатів - 1,2 % — корінних американців - 0,1 % — вихідців з тихоокеанських островів - 3,4 % — осіб інших рас |

До двох чи більше рас належало 4,2 %. Частка іспаномовних становила 7,3 % від усіх жителів.
За віковим діапазоном населення розподілялося таким чином: 23,5 % — особи молодші 18 років, 62,3 % — особи у віці 18—64 років, 14,2 % — особи у віці 65 років та старші. Медіана віку мешканця становила 37,1 року. На 100 осіб жіночої статі у місті припадало 98,1 чоловіків;  на 100 жінок у віці від 18 років та старших — 96,3 чоловіків також старших 18 років.
Середній дохід на одне домашнє господарство  становив 66 753 долари США (медіана — 54 652), а середній дохід на одну сім'ю — 74 781 долар (медіана — 65 233). Медіана доходів становила 46 105 доларів для чоловіків та 40 177 доларів для жінок. За межею бідності перебувало 13,0 % осіб, у тому числі 17,4 % дітей у віці до 18 років та 11,2 % осіб у віці 65 років та старших.
Цивільне працевлаштоване населення становило 13 976 осіб. Основні галузі зайнятості: освіта, охорона здоров'я та соціальна допомога — 22,5 %, роздрібна торгівля — 14,3 %, виробництво — 13,6 %.